# (341) Californie
Pour les articles homonymes, voir California.
(341) Californie (officiellement (341) California) est un astéroïde de la ceinture principale qui fut découvert par Max Wolf le 25 septembre 1892.
Il est nommé d'après l'État du même nom.